# اگینو سلو
اگینو سلو (به لاتین: Agino Selo) یک منطقهٔ مسکونی در بوسنی و هرزگوین است که در جمهوری صرب بوسنی واقع شده‌است.